# Ipomoea setifera
Espèce
Ipomoea setifera est une espèce de plantes de la famille des Convolvulaceae, originaire d'Amérique tropicale.

## Synonymes
Ipomoea setifera a pour synonymes :
- synonymes homotypiques :
  - Convolvulus setifer (Poir.) Spreng., Syst. Veg. 1: 597 (1824).
  - Ipomoea teretistigma var. setifera (Poir.) Choisy in A.P.de Candolle, Prodr. 9: 373 (1845).
  - Calystegia setifera (Poir.) Meisn. in C.F.P.von Martius & auct. suc. (eds.), Fl. Bras. 7: 316 (1869).
- synonymes hétérotypiques :
  - Convolvulus ruber Vahl, Eclog. Amer. 2: 12 (1798).
  - Ipomoea breviflora (Spreng.) G.Mey., Prim. Fl. Esseq.: 100 (1818).
  - Convolvulus breviflorus Spreng., Syst. Veg. 1: 606 (1824).
  - Sciadiara ruber (Vahl) Raf., Fl. Tellur. 4: 70 (1838).
  - Convolvulus bracteatus Bertero & Balb. ex Choisy in A.P.de Candolle, Prodr. 9: 359 (1845), not validly publ.
  - Calystegia setifera var. poeppigii Meisn. in C.F.P.von Martius & auct. suc. (eds.), Fl. Bras. 7: 317 (1869).
  - Ipomoea lesteri Baker, Bull. Misc. Inform. Kew 1892: 83 (1892).
  - Ipomoea assumptionis Britton, Ann. New York Acad. Sci. 7: 170 (1893).
  - Ipomoea rubra (Vahl) Millsp., Publ. Field Columb. Mus., Bot. Ser. 2: 86 (1895), nom. illeg.
  - Ipomoea rubra var. alboflavida Urb., Symb. Antill. 3: 345 (1902).
  - Ipomoea rubra var. palustris Urb., Symb. Antill. 3: 345 (1902).
  - Ipomoea setifera var. poeppigii (Meisn.) Hoehne, Anexos Mem. Inst. Butantan, Secç. Bot. 1(6): 63 (1922).
  - Ipomoea palustris (Urb.) Urb., Symb. Antill. 9: 423 (1925).
  - Ipomoea calidicola Standl. & L.O.Williams, Ceiba 3: 127 (1952).

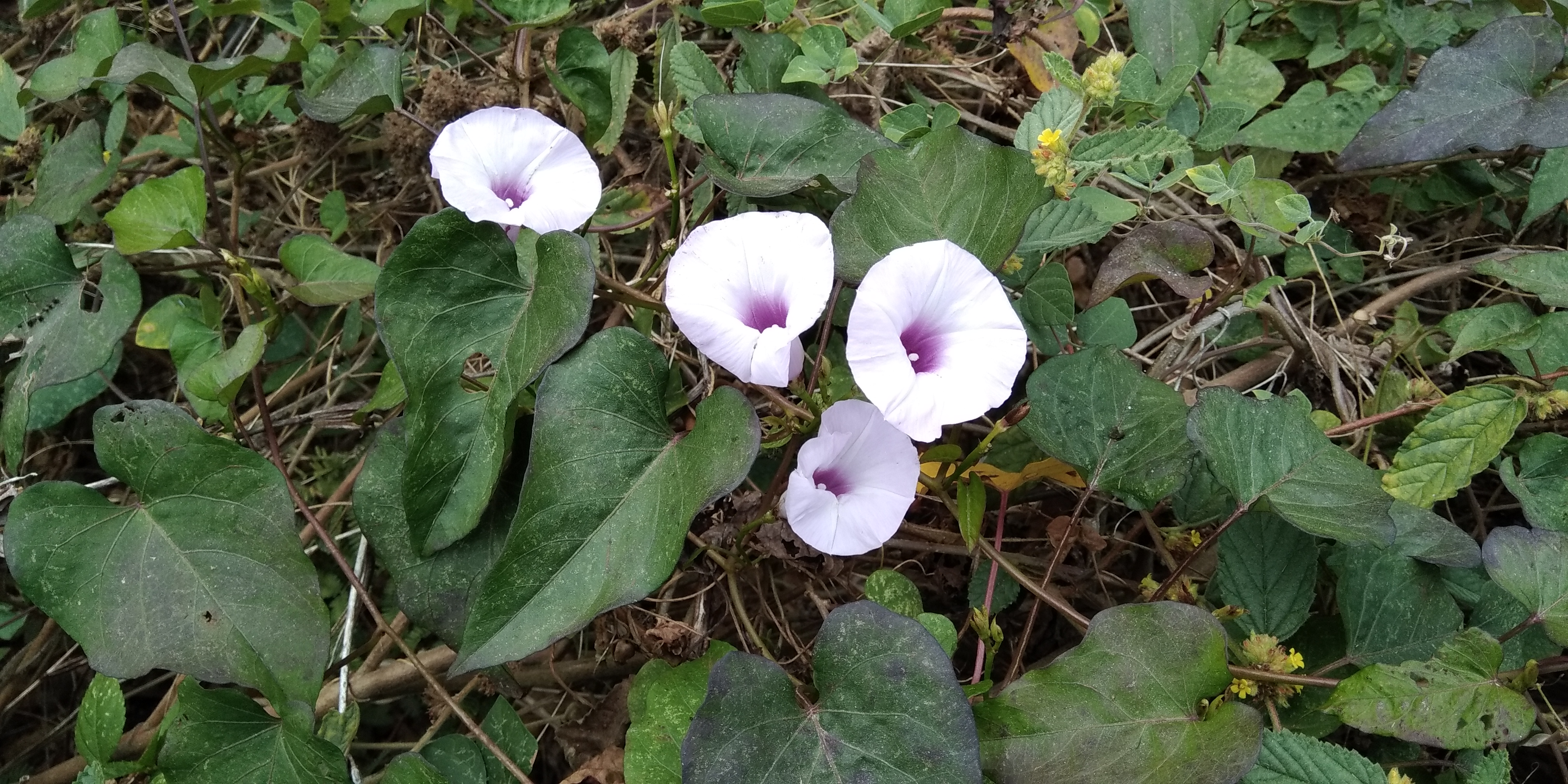
Ipomoea setifera à Cuba.

  - Ipomoea serrulifera Standl. & L.O.Williams, Ceiba 3: 128 (1952).

## Description
- Liane rampante ou grimpante, tiges pubescentes.
- Feuilles ovées profondément cordées à la base.
- Corolle mauve.

## Habitat
Zones humides, fréquente en bord de route.